# Elsa von Schabelsky

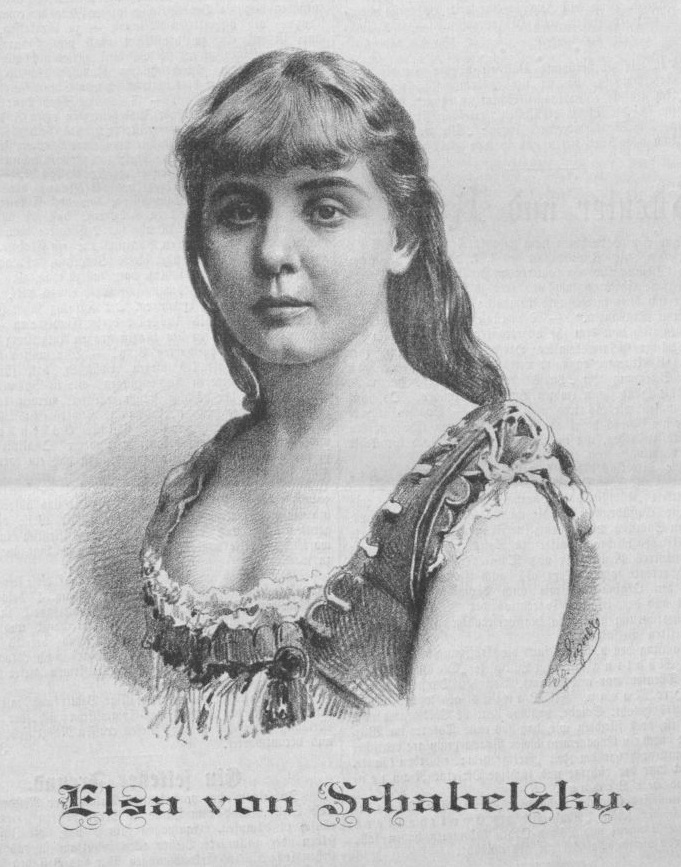
Elsa von Schabelsky im Jahre 1888

Elsa von Schabelsky (Elizaveta Aleksandrovna Shabelskaya-Bork) (russisch Елизавета Александровна Шабельская-Борк; * 18. April 1855 in Stupky in der Ukraine; † 15. August 1917 in Gouvernement Nowgorod von Russland) war eine russisch-deutsche Schriftstellerin und Schauspielerin.

## Leben und Wirken
Schabelsky besuchte ein Frauengymnasium in Charkiw und studierte danach am Konservatorium in Paris Gesang. Nach dem Verlust ihrer Gesangsstimme nahm sie Schauspielunterricht bei Jean Battiste Bressart. Sie spielte auf verschiedenen Bühnen in Frankreich und Russland und besuchte später das Konservatorium in Wien, um die deutsche Sprache zu erlernen. Sie wirkte dann als Schauspielerin bis 1882 in Basel, Graz, Wien, Bad Ems und kam an das Residenztheater in Berlin. Hier lernte sie den verheirateten Schriftsteller und Theaterleiter Paul Lindau kennen, mit dem sie ein Verhältnis hatte, welches zur Beendigung seiner Glanzzeit in Berlin führte. Sie löste 1890 die Verbindung, woraufhin Lindau versuchte sie an der Berufsausübung an allen Theatern Berlins zu hindern. Der Sozialist Franz Mehring veröffentlichte Privatbriefe Lindaus und deckte damit auf, wie dieser seine gesellschaftliche Macht gegen die wehrlose Schauspielerin wendete. Lindau versuchte dem Skandal entgegenzuwirken und verließ schließlich Berlin für mehrere Jahre. Schabelsky arbeitete ab 1891 als dramatische Schriftstellerin. Wie den Hamburger Passagierlisten zu entnehmen ist, besuchte sie 1895 Marokko und beschrieb ihre Erlebnisse in den Reiseskizzen aus Marokko. Danach pachtete sie bis zum Konkurs 1902 in Sankt Petersburg das „Nemetti-Theater“.
Sie schrieb drei Romane: Satanisten des XX. Jahrhunderts (Сатанисты XX века (Satanisty XX veka), 1911), Rot und Schwarz (Красные и чёрные (Krasnye i chyornye), 1911–1913), Veksel Unternehmer (Векселя антрепренёрши (Wekselya antreprenyorshi), 1907) und einige kürzere Bücher.
Der russische Offizier Pjotr Schabelski-Bork, der eigentlich Pjotr Popow hieß und bei einem Attentatsversuch auf Miljukow den Vater von Vladimir Nabokov, Wladimir Dmitrijewitsch Nabokow erschoss, nahm zu Ehren von Schabelsky das Pseudonym Schabelsky-Bork an. Er behauptete, ihr Patensohn zu sein, obwohl er sie nur einmal getroffen hatte.

## Veröffentlichungen (Auswahl)
- Agrippina. Lustspiel. 1892.
- Bobi. Lustspiel. 1892.
- Das liebe Geld. Schauspiel. 1893.
- Der berühmte Mann. Lustspiel in 4 Akten. Brachvogel, Berlin 1890. Neuauflage 2017, ISBN 978-1375265539
- Die Frauenfrage. 1896.
- Ein Weihnachtsorakel. 1894.
- Gisela. Schauspiel. 1893.
- Harem und Moschee. Reiseskizzen aus Marokko. Cronbach, Berlin 1896.
- Irrlichter. Schauspiel. 1893.
- Modern. 1895.
- Wahrheit, Märchendrama in 7 Bildern. Preuß, Berlin 1899.

## Bücher
- Roman Veksel Unternehmer (Wekselya antreprenyorshi). SPb: Type. V.A. Tikhanova, 1907.
- Roman Satanisten des XX. Jahrhunderts (Satanisty XX veka). M.: FERI-V, 2000. ISBN 5-94138-005-4; M.: FERI-V, М.: FERI-V, 2004. ISBN 5-94138-019-4; M.: Algorithm, 2011. ISBN 978-5-9265-0753-6.
- Roman Rot und Schwarz (Krasnye i chyornye). Three parts. SPb.: Publ. Newspaper «Russkoe znamya», 1911–1913.